# Por um Corpo de Mulher
Por um Corpo de Mulher é um filme brasileiro de 1979, com direção de Hércules Breseghello.

## Elenco[1][2]
- Eduardo Abbas - Jonas
- Zélia Diniz - Denise
- Liana Duval - Faxineira
- Odilon Escobar - Mário
- Márcia Fraga - Secretária
- Guy Loup - Isabel Cristina
- Armando Paschoallin
- Fátima Porto - Silvana
- Hélio Porto - Sílvio
- Helena Ramos - Vanda
- Sílvia Salgado - Mônica
- Zélia Toledo - Luísa